# Thomas van Groningen
Thomas van Groningen (Zwijndrecht, 17 mei 1990) is een Nederlandse journalist. 
Hij is te zien als politiek duider in Vandaag Inside en Nieuws van de Dag op SBS6. Daarvoor was hij politiek verslaggever voor WNL, waardoor hij te zien was in Op1, Goedemorgen Nederland en Café Kockelmann. Zijn carrière begon hij bij BNR Nieuwsradio.

## Biografie
Van Groningen studeerde aan de Fontys Hogeschool Journalistiek in Tilburg, maar maakte de opleiding niet af. In zijn laatste studiejaar startte hij zijn loopbaan als verslaggever bij BNR Nieuwsradio. Hier was hij te horen als sidekick bij het middagprogramma Spitsuur naast Petra Grijzen, maar ook in de ochtendshow De Ochtendspits met Bas van Werven. Hiernaast was Van Groningen ook regelmatig te horen als inval-presentator van het programma Ask Me Anything van Jörgen Raymann.
Begin 2021 begon Van Groningen als politiek verslaggever op de Haagse redactie van de radiozender. De Tweede Kamerverkiezingen van 2021 en de Toeslagenaffaire waren de meest opvallende gebeurtenissen in zijn eerste maanden. Sinds zijn stap naar Den Haag maakte Van Groningen elke week met Sophie van Leeuwen en Mark Beekhuis de podcast Newsroom Den Haag.
Gedurende de sportzomer in 2021 schoof Van Groningen regelmatig aan bij De Oranjezomer op SBS6 om te praten over het laatste politieke nieuws, waaronder de kabinetsformatie 2021-'22. Ook in het reguliere seizoen van Veronica Inside, dat op 16 augustus 2021 begon, was hij te gast bij Wilfred Genee, Johan Derksen en René van der Gijp. Eerder schoof hij al aan in andere talkshows, zoals Beau en Op1.
In oktober 2021 werd bekend dat Van Groningen vanaf januari 2022 aan de slag zou gaan bij Omroep WNL, als verslaggever en politieke duider in de talkshow Op1. In het voorjaar van 2024 maakte Van Groningen zijn debuut als presentator van Op1 voor Omroep MAX en later WNL. Het programma beleefde in juni 2024 zijn laatste uitzending. Die zomer werd bekend dat Van Groningen samen met Sven Kockelmann wekelijkse een politieke talkshow voor WNL, Café Kockelmann, zou gaan maken.
Aan die samenwerking kwam in 2025 een einde, omdat Van Groningen de overstap maakte naar SBS6, waar hij politiek verslaggever werd bij Hart van Nederland als opvolger van Sam Hagens, die juist de omgekeerde overstap ging maken. Als gevolg van de overstap schoof Van Groningen weer aan bij Genee, Derksen en Van der Gijp in Vandaag Inside, evenals bij het dan nieuwe programma Nieuws van de Dag, dat hij later ook ging presenteren.
In 2025 presenteert hij sinds 4 juli op SBS6 tijdelijk het programma De Oranjezomer omdat Hélène Hendriks die dit programma normaal gesproken presenteert aan haar rug moest worden geopereerd en het herstel hiervan langer duurde dan ze had verwacht. Hierdoor moest ze haar terugkeer bij De Oranjezomer uitstellen tot 4 augustus.

## Trivia
- Naast zijn werk als verslaggever is Van Groningen onderdeel van het dj-duo Lanterfantje.[11]
- In 2023 won Van Groningen met Lanterfantje de belangrijkste muziekprijs voor carnavalsartiesten, Kies Je Kraker van Omroep Brabant.[12] Samen met feestartiest Gullie brachten ze het liedje Ladders Zat uit, een parodie op Ladada (Mon dernier mot) van Claude. Het liedje zorgde voor controverse omdat de platenmaatschappij van Claude het liedje wilde verbieden vanwege de associatie met alcoholgebruik.[13]
- Samen met Maurice de Zeeuw maakt hij de podcast ThemeTalk over pretparken.[14]
- Van Groningen woont in Tilburg.[15]